# Ligue des champions de la CAF
La Ligue des champions de la CAF, anciennement Coupe des clubs champions africains (de sa création en 1964 jusqu'en 1996), est une compétition annuelle de football organisée par la Confédération africaine de football (CAF) et opposant les meilleurs clubs africains. Elle est la plus prestigieuse des coupes africaines de clubs.
Le vainqueur de la compétition est automatiquement qualifié pour l'édition suivante. Il est qualifié également pour la Supercoupe de la CAF ainsi qu'à la Coupe intercontinentale de la FIFA et la Coupe du monde des clubs de la FIFA.
Al Ahly SC est le club le plus titré dans l'histoire de la compétition avec douze titres.
Pyramids FC est le tenant du titre.

## Histoire

### Les débuts
La Coupe des clubs champions africains fut fondée le 5 avril 1964, sous forme de confrontations en matchs aller-retour jusqu'à la finale, durant cette première édition de 1965, la finale fut jouée en match unique sur terrain neutre à Accra et fut remportée par le club camerounais de l'Oryx Douala.
À partir de l'édition 1966, les finales se jouent en match aller-retour et c'est le Stade d'Abidjan qui l'emporte.
Les éditions 1967 et 1968 sont gagnées par le TP Mazembe.
En 1969, en route pour le triplé les congolais sont battus par les égyptiens d'Ismaily qui reste invaincus.

### Les années 1970
Cette décennie a vu la domination des clubs d'Afrique de l'Ouest et d'Afrique Centrale, deux clubs se sont distingués particulièrement, à savoir le Canon Yaoundé et Hafia Conakry.
En 1970, le TP Mazembe parvient à atteindre une quatrième finale d'affilée mais s'incline face à l'Asante Kotoko.
En 1971, l'Asante Kotoko échoue à conserver son titre face au Canon Yaoundé puis l'édition 1972 voit Hafia Conakry l'emporter.
L'AS Vita Club s'adjuge le titre en 1973 et le CARA Brazzaville décroche le titre en 1974.
En 1975, Hafia Conakry gagne son deuxième titre et rate le doublé en 1976 contre les algériens du MC Alger.
Pour l'édition 1977, Hafia Conakry parvient à remporter son troisième titre mais en 1978 pour sa quatrième finale de suite rate encore le doublé face au Canon Yaoundé qui lui empoche son deuxième titre.
En 1979, les Camerounais de l'Union Douala gagnent leur premier titre.
Hafia Conakry est le club le plus régulier de la décennie en atteignant quatre fois la finale (1975, 1976, 1977 et 1978).

### Les années 1980
Cette décennie voit la domination des clubs d'Afrique du Nord, deux clubs se sont démarqués, il s'agit d'Al Ahly et du Zamalek.
En 1980, le Canon Yaoundé remporte son troisième titre (le deuxième en trois ans).
En 1981, la JS Kabylie remporte son premier titre en étant invaincue et en 1982, Al Ahly s'impose.
En 1983, les égyptiens ratent le doublé contre Asante Kotoko qui lui gagne son deuxième titre. Zamalek remporte l'édition de 1984 et les marocains de l'AS FAR gagnent leur premier titre en 1985.
En 1986, Zamalek gagne son deuxième titre en trois ans.
Le rival d'Al Ahly gagne son deuxième titre également en 1987 suivis par les algériens de l'ES Sétif et les marocains du Raja CA qui gagnent les éditions de 1988 et 1989.
Al Ahly est le club le plus régulier de la décennie en atteignant trois fois la finale (1982, 1983 et 1987).

### Les années 1990 et la nouvelle formule
Cette décennie voit la continuation de la domination des clubs d'Afrique du Nord, Zamalek SC est le club le plus régulier de la décennie en atteignant trois fois la finale (1993, 1994 et 1996) dont il est sacré champion deux fois.
En 1990, la JS Kabylie remporte son deuxième titre tandis que les tunisiens du Club africain et les marocains du Wydad AC empochent respectivement les éditions de 1991 et de 1992.
En 1993, Zamalek revient au sommet en gagnant son troisième titre et rate le doublé en 1994 butant contre l'ES Tunis qui reste invaincue.
En 1995, les sud-africains d'Orlando Pirates gagnent leur premier titre.
En 1996, Zamalek s'adjuge un quatrième titre.
En 1997, la compétition change de formule et devient la Ligue des champions de la CAF, sur le modèle de la Ligue des champions de l'UEFA. Ainsi, les quarts de finale et les demi-finales sont remplacés par deux groupes de quatre, avec matchs aller et retour, le vainqueur de chaque groupe étant qualifié en final. Cette édition est gagnée par le Raja qui gagne son deuxième titre.
Les Ivoiriens de l'ASEC Mimosas gagnent en 1998 leur premier titre et en 1999 le Raja gagne son troisième titre.

### Les années 2000
Cette décennie voit le partage des titres entre l'Afrique du Nord et l'Afrique de l'Ouest. Al Ahly s'est démarqué dans cette période.
En 2000, les Ghanéens d'Hearts of Oak remporte leur premier titre.
Les égyptiens d'Al Ahly et de Zamalek remportent respectivement les éditions 2001 et 2002.
Jusque-là inconnu, même dans son pays, le club d'Enyimba FC émergea sur la scène africaine et remporta deux années consécutives les titres de 2003 et 2004, offrant pour le Nigeria ses premiers trophées dans cette compétition.
De 2005 à 2007, les finales ont opposé à chaque fois Al Ahly à un club tunisien, en 2005 les égyptiens gagne la compétition en étant invaincue et récidive en gagnant en 2006, l'ES Sahel empoche son premier titre en 2007 en battant les égyptiens chez eux.
En 2008, Al Ahly gagne un troisième titre en quatre ans.
Le TP Mazembe effectue son grand retour au sommet du football africain en remportant la compétition en 2009 qui met fin à une disette de 41 ans.
Al Ahly est le club le plus régulier de la décennie en atteignant cinq fois la finale (2001, 2005, 2006, 2007 et 2008).

### Les années 2010
Cette décennie voit la domination des clubs d'Afrique du Nord, le club qui s'est le plus démarqué est l'ES Tunis.
Le TP Mazembe conserve son titre en 2010, et dans la foulée atteint même la finale de la Coupe du monde des clubs 2010 (une première pour un club africain).
Finaliste de l'édition 2010 après une finale controversée contre le TP Mazembe, l'ES Tunis remporte le titre en 2011 après une victoire en finale contre le Wydad AC mais rate le doublé en 2012 contre Al Ahly.
Al Ahly s'impose à nouveau en 2013 face à Orlando Pirates ce qui lui permet de remporter son huitième titre.
L'ES Sétif remporte son deuxième titre en 2014 après 26 ans d'attente et c'est le TP Mazembe qui gagne son cinquième titre en 2015.
Les sud-africains de Mamelodi Sundowns remportent en 2016 leur premier titre et le Wydad remporte son deuxième titre en 2017 après 25 ans d'attente.
L'ES Tunis réalise le doublé en 2018 face à Al Ahly et en 2019 face au Wydad.
L'ES Tunis est le club le plus régulier de la décennie en atteignant cinq fois la finale (2010, 2011, 2012, 2018 et 2019).

### Les années 2020
Au début des années 2020, les finales se disputent en match unique sur terrain neutre.
En 2020, dans un contexte de pandémie de Covid-19, la finale se joue à huis clos. Le Al Ahly affronte son grand rival du Zamalek dans une finale 100 % égyptienne — une première dans l’histoire de la compétition. C’est le Al Ahly qui s’impose et décroche son neuvième titre continental.
En 2021, le Al Ahly conserve son titre et entre un peu plus dans l’histoire du football africain en remportant sa 10e Ligue des champions face aux Sud-Africains des Kaizer Chiefs.
En 2022, le Al Ahly atteint la finale pour la troisième année consécutive, mais s’incline face au Wydad, qui remporte son troisième titre grâce à une victoire 2-0.
Le 3 juillet 2022, la CAF annonce le retour au format des finales aller-retour à partir de l’édition suivante.
En 2023, le Al Ahly remporte son onzième titre — le troisième en quatre ans — en battant de nouveau le Wydad.
En 2023, avec l’introduction de la Ligue africaine de football, certains observateurs estiment que la Ligue des champions pourrait perdre de son attrait à l’avenir. Cependant, la nouvelle compétition ne suscite pas le même engouement populaire et ne connaît qu’une seule édition, confirmant le statut de la Ligue des champions de la CAF comme la première compétition interclubs du continent.
En 2024, le Al Ahly conserve son titre et décroche sa douzième couronne (quatre titres en cinq ans) face à l'Espérance de Tunis.
En 2025, le Pyramids FC crée la surprise en remportant son premier titre continental face au Mamelodi Sundowns.

## Règlement de la compétition
Comme toute grande compétitions de clubs, la Ligue des champions de la CAF (anciennement Coupe des clubs champions africains) possède un règlement très précis et édité par la Confédération africaine de football, qui organise la compétition. Le règlement a légèrement changé depuis le passage de la compétition en système Ligue des Champions importé du modèle européen.
Le nombre de clubs qualifiés par fédération ainsi que leur point d'entrée dans la compétition sont déterminés par le Classement 5-Year de la CAF. Les 12 meilleures associations peuvent avoir deux clubs en Ligue des champions alors que pour les autres associations, seul le champion peut prendre part à la compétition. Le tenant du titre est lui automatiquement qualifié.
À l'exception de la finale, toutes les rencontres ont lieu en aller-retour. Pour les rencontres aller-retour à élimination directe, l'équipe ayant cumulé le plus de buts pour elle l'emporte. En cas d'égalité, la règle des buts marqués à l'extérieur s'applique ; et si elle ne donne rien le match retour est augmenté d'une séance de tirs au but.
La formule de la Ligue des champions de la CAF se présente ainsi :
- Un tour préliminaire, les vainqueurs de ce tour se qualifient pour le deuxième tour de qualification.

- Un tour de qualification, les vainqueurs de ce tour se qualifient pour la phase de groupes tandis que les perdants sont reversés dans la Coupe de la confédération.
- Une phase de groupes, qui constitue le tour principal de la compétition et réunit 16 équipes réparties en 4 groupes de quatre. Au sein de chaque groupe toutes les équipes s'affrontent en matchs aller-retour, selon la formule de championnat (6 journées). Les deux premiers de chaque groupe se qualifient pour les quarts de finale. En cas d'égalité de points entre deux ou plusieurs équipes, le départage se fait d'abord sur les confrontations directes entre les équipes concernées (nombre de points obtenus puis différence de buts particulière).
- Une phase à élimination directe en matchs aller-retour, des quarts de finale aux demi-finales.
- Une finale, disputée en aller-retour (prolongation voire tirs au but en cas d'égalité).

Le vainqueur de la Ligue des champions de la CAF est officiellement champion d'Afrique des clubs. Il rencontre le vainqueur de la Coupe de la confédération lors de la Supercoupe de la CAF. Il participe également à la Coupe intercontinentale organisée par la FIFA, qui réunit les six vainqueurs continentaux.

## Trophée
Le premier trophée porte le nom de Kwame Nkrumah, et fut définitivement conservé par le club guinéen de Hafia FC en 1977 (premier club à avoir remporté trois fois le trophée en 1972, 1975 et 1977). Le président de la Guinée, Ahmed Sékou Touré, offre alors un nouveau trophée, conservé par le club égyptien de Zamalek en 1993 (pour ses victoires en 1984, 1986 et 1993). Depuis 1994, un nouveau trophée est mis en jeu par la CAF. Il s'agit d’un ballon en argent, sur une double base d’anneaux empilés en pyramide, reposant sur un socle de bois, conservé par le club égyptien Al Ahly SC en 2006. Depuis 2007, un nouveau trophée est mis en jeu par la CAF. Il s'agit d’un ballon en or, entouré par deux bras d'argent.

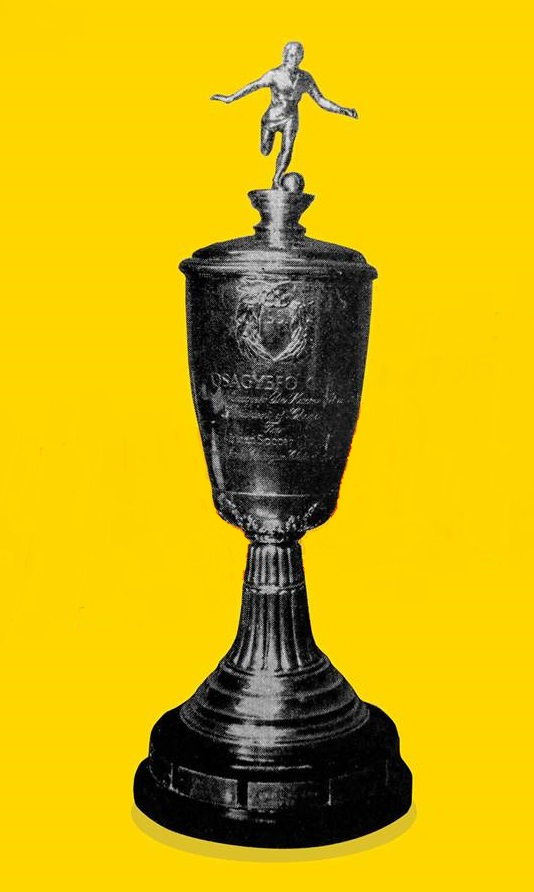
Trophée Kwame Nkrumah (de 1964 à 1977)
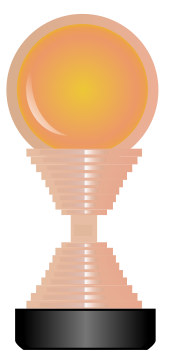
Trophe Ligue des clubs champions de la CAF (de 1994 à 2006)
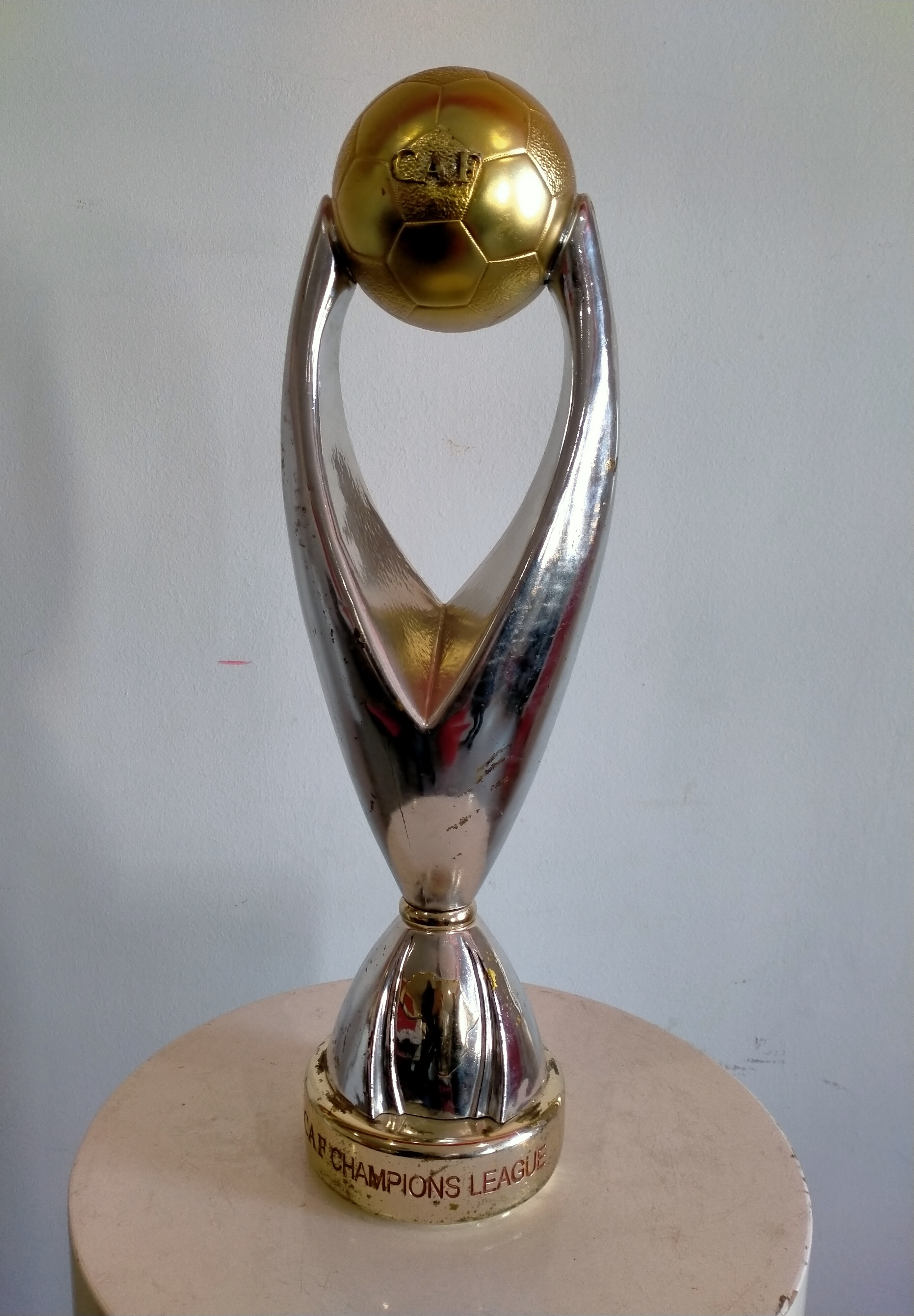
Trophée CAF Champions League (depuis 2007)

## Sponsoring
Entre 2004 et 2008, le sponsor officiel et principal de la Ligue des Champions de la CAF était MTN. En juillet 2009, Orange est devenu le sponsor officiel de la compétition, en signant avec la CAF un contrat de 8 ans. En juillet 2016, Total a annoncé avoir passé un accord de sponsoring avec la CAF. L’accord vaut pour les huit prochaines années et concernera les dix principales compétitions organisées par la CAF, dont la Ligue des champions de la CAF, qui est désormais baptisée « Ligue des champions de la CAF TotalEnergies ».

## Logos

Logo de 1997 à 2004
Logo de 2005 à 2008
Logo de 2009 à 2016
Logo depuis 2017

## Palmarès

### Palmarès par édition
La première finale de 1965 s'est déroulée en un seul match sur terrain neutre. Durant les éditions qui ont suivi, les finales se sont déroulées en matchs aller et retour. À partir de 2020, la finale se joue sur un seul match. Le 3 juillet 2022, la confédération africaine de football décide de revenir au format des finales aller-retour.
| N°                                  | Édition                             | Vainqueur                           | Score                               | Finaliste                           | Lieu de la finale                   |                                     |
| Coupe des clubs champions africains | Coupe des clubs champions africains | Coupe des clubs champions africains | Coupe des clubs champions africains | Coupe des clubs champions africains | Coupe des clubs champions africains | Coupe des clubs champions africains |
| ----------------------------------- | ----------------------------------- | ----------------------------------- | ----------------------------------- | ----------------------------------- | ----------------------------------- | ----------------------------------- |
| 1                                   | 1965                                | Oryx Douala                         | 2-1                                 | Stade malien                        | Accra, Ghana                        |                                     |
| 2                                   | 1966                                | Stade d'Abidjan                     | 1-3, puis 4-1                       | AS Real Bamako                      | Bamako, puis Abidjan                |                                     |
| 3                                   | 1967                                | TP Mazembe                          | 1-1, puis 2-2 (forfait)             | Asante Kotoko                       | Kumasi, puis Kinshasa               |                                     |
| 4                                   | 1968                                | TP Mazembe (2)                      | 5-0, puis 1-4                       | Étoile Filante de Lomé              | Kinshasa, puis Lomé                 |                                     |
| 5                                   | 1969                                | Ismaily SC                          | 2-2, puis 3-1                       | TP Mazembe                          | Kinshasa, puis Le Caire             |                                     |
| 6                                   | 1970                                | Asante Kotoko                       | 1-1, puis 2-1                       | TP Mazembe                          | Kumasi, puis Kinshasa               |                                     |
| 7                                   | 1971                                | Canon Yaoundé                       | 3-0, 0-2, puis 1-0                  | Asante Kotoko                       | Kumasi, puis Yaoundé                |                                     |
| 8                                   | 1972                                | Hafia FC                            | 4-2, puis 3-2                       | Simba FC                            | Conakry, puis Kampala               |                                     |
| 9                                   | 1973                                | AS Vita Club                        | 2-4, puis 3-0                       | Asante Kotoko                       | Kumasi, puis Kinshasa               |                                     |
| 10                                  | 1974                                | CARA Brazzaville                    | 4-2, puis 2-1                       | Ghazl El Mahallah                   | Brazzaville, puis Mahalla           |                                     |
| 11                                  | 1975                                | Hafia FC (2)                        | 1-0, puis 2-1                       | Enugu Rangers                       | Conakry, puis Lagos                 |                                     |
| 12                                  | 1976                                | MC Alger                            | 0-3, puis 3-0 (3 - 1 tab)           | Hafia FC                            | Conakry, puis Alger                 |                                     |
| 13                                  | 1977                                | Hafia FC (3)                        | 1-0, puis 3-2                       | Hearts of Oak                       | Accra, puis Conakry                 |                                     |
| 14                                  | 1978                                | Canon Yaoundé (2)                   | 0-0, puis 2-0                       | Hafia FC                            | Conakry, puis Yaoundé               |                                     |
| 15                                  | 1979                                | Union Douala                        | 0-1, puis 1-0 (5 - 3 tab)           | Hearts of Oak                       | Accra, puis Le Caire                |                                     |
| 16                                  | 1980                                | Canon Yaoundé (3)                   | 2-2, puis 3-0                       | AS Dragons                          | Garoua, puis Kinshasa               |                                     |
| 17                                  | 1981                                | JS Kabylie                          | 4-0, puis 1-0                       | AS Vita Club                        | Tizi Ouzou, puis Kinshasa           |                                     |
| 18                                  | 1982                                | Al Ahly SC                          | 3-0, puis 1-1                       | Asante Kotoko FC                    | Le Caire, puis Kumasi               |                                     |
| 19                                  | 1983                                | Asante Kotoko FC (2)                | 0-0, puis 1-0                       | Al Ahly SC                          | Le Caire, puis Kumasi               |                                     |
| 20                                  | 1984                                | Zamalek SC                          | 2-0, puis 1-0                       | Shooting Stars                      | Le Caire, puis Lagos                |                                     |
| 21                                  | 1985                                | AS FAR                              | 5-2, puis 1-1                       | AS Dragons                          | Rabat, puis Lubumbashi              |                                     |
| 22                                  | 1986                                | Zamalek SC (2)                      | 2-0, puis 0-2 (4 - 2 tab)           | Africa Sports                       | Le Caire, puis Abidjan              |                                     |
| 23                                  | 1987                                | Al Ahly SC (2)                      | 0-0, puis 2-0                       | Al Hilal Omdurman                   | Khartoum, puis Le Caire             |                                     |
| 24                                  | 1988                                | ES Sétif                            | 0-1, puis 4-0                       | Iwuanyanwu Nationale                | Ibadan, puis Constantine            |                                     |
| 25                                  | 1989                                | Raja CA                             | 1-0, puis 0-1 (4 - 2 tab)           | MC Oran                             | Casablanca, puis Oran               |                                     |
| 26                                  | 1990                                | JS Kabylie (2)                      | 1-0, puis 0-1 (5 - 3 tab)           | Nkana Red Devils                    | Alger, puis Lusaka                  |                                     |
| 27                                  | 1991                                | Club africain                       | 6-2, puis 1-1                       | Villa SC                            | Tunis, puis Kampala                 |                                     |
| 28                                  | 1992                                | Wydad AC                            | 2-0, puis 0-0                       | Al Hilal Omdurman                   | Casablanca, puis Khartoum           |                                     |
| 29                                  | 1993                                | Zamalek SC (3)                      | 0-0, puis 0-0 (7 - 6 tab)           | Asante Kotoko                       | Kumasi, puis Le Caire               |                                     |
| 30                                  | 1994                                | ES Tunis                            | 0-0, puis 3-1                       | Zamalek SC                          | Le Caire, puis Tunis                |                                     |
| 31                                  | 1995                                | Orlando Pirates                     | 2-2, puis 1-0                       | ASEC Mimosas                        | Johannesbourg, puis Abidjan         |                                     |
| 32                                  | 1996                                | Zamalek SC (4)                      | 1-2, puis 2-1 (5 - 4 tab)           | Shooting Stars                      | Ibadan, puis Le Caire               |                                     |
| Ligue des champions de la CAF       |                                     |                                     |                                     |                                     |                                     |                                     |
| 33                                  | 1997                                | Raja CA (2)                         | 0-1, puis 1-0 (5 - 4 tab)           | Ashanti Gold SC                     | Obuasi, puis Casablanca             |                                     |
| 34                                  | 1998                                | ASEC Mimosas                        | 0-0, puis 4-2                       | Dynamos FC                          | Harare, puis Abidjan                |                                     |
| 35                                  | 1999                                | Raja CA (3)                         | 0-0, puis 0-0 (4 - 3 tab)           | ES Tunis                            | Casablanca, puis Tunis              |                                     |
| 36                                  | 2000                                | Hearts of Oak                       | 2-1, puis 3-1                       | ES Tunis                            | Tunis, puis Accra                   |                                     |
| 37                                  | 2001                                | Al Ahly SC (3)                      | 1-1, puis 3-0                       | Mamelodi Sundowns                   | Pretoria, puis Le Caire             |                                     |
| 38                                  | 2002                                | Zamalek SC (5)                      | 0-0, puis 1-0                       | Raja CA                             | Casablanca, puis Le Caire           |                                     |
| 39                                  | 2003                                | Enyimba FC                          | 2-0, puis 0-1                       | Ismaily SC                          | Abuja, puis Ismailia                |                                     |
| 40                                  | 2004                                | Enyimba FC (2)                      | 1-2, puis 2-1 (5 - 3 tab)           | ES Sahel                            | Sousse, puis Abuja                  |                                     |
| 41                                  | 2005                                | Al Ahly SC (4)                      | 0-0, puis 3-0                       | ES Sahel                            | Sousse, puis Le Caire               |                                     |
| 42                                  | 2006                                | Al Ahly SC (5)                      | 1-1, puis 1-0                       | CS Sfaxien                          | Le Caire, puis Tunis                |                                     |
| 43                                  | 2007                                | ES Sahel                            | 0-0, puis 3-1                       | Al Ahly SC                          | Sousse, puis Le Caire               |                                     |
| 44                                  | 2008                                | Al Ahly SC (6)                      | 2-0, puis 2-2                       | Coton Sport                         | Le Caire, puis Garoua               |                                     |
| 45                                  | 2009                                | TP Mazembe (3)                      | 1-2, puis 1-0                       | Heartland FC                        | Owerri, puis Lubumbashi             |                                     |
| 46                                  | 2010                                | TP Mazembe (4)                      | 5-0, puis 1-1                       | ES Tunis                            | Lubumbashi, puis Tunis              |                                     |
| 47                                  | 2011                                | ES Tunis (2)                        | 0-0, puis 1-0                       | Wydad AC                            | Casablanca, puis Tunis              |                                     |
| 48                                  | 2012                                | Al Ahly SC (7)                      | 1-1, puis 2-1                       | ES Tunis                            | Alexandrie, puis Tunis              |                                     |
| 49                                  | 2013                                | Al Ahly SC (8)                      | 1-1, puis 2-0                       | Orlando Pirates                     | Johannesbourg, puis Le Caire        |                                     |
| 50                                  | 2014                                | ES Sétif (2)                        | 2-2, puis 1-1                       | AS Vita Club                        | Kinshasa, puis Blida                |                                     |
| 51                                  | 2015                                | TP Mazembe (5)                      | 2-1, puis 2-0                       | USM Alger                           | Alger, puis Lubumbashi              |                                     |
| 52                                  | 2016                                | Mamelodi Sundowns                   | 3-0, puis 0-1                       | Zamalek SC                          | Pretoria, puis Alexandrie           |                                     |
| 53                                  | 2017                                | Wydad AC (2)                        | 1-1, puis 1-0                       | Al Ahly SC                          | Le Caire, puis Casablanca           |                                     |
| 54                                  | 2018                                | ES Tunis (3)                        | 1-3, puis 3-0                       | Al Ahly SC                          | Le Caire, puis Tunis                |                                     |
| 55                                  | 2019                                | ES Tunis (4)                        | 1-1, puis 1-0                       | Wydad AC                            | Rabat, puis Tunis                   |                                     |
| 56                                  | 2020                                | Al Ahly SC (9)                      | 2-1                                 | Zamalek SC                          | Le Caire, Égypte                    |                                     |
| 57                                  | 2021                                | Al Ahly SC (10)                     | 3-0                                 | Kaizer Chiefs                       | Casablanca, Maroc                   |                                     |
| 58                                  | 2022                                | Wydad AC (3)                        | 2-0                                 | Al Ahly SC                          | Casablanca, Maroc                   |                                     |
| 59                                  | 2023                                | Al Ahly SC (11)                     | 2-1, puis 1-1                       | Wydad AC                            | Le Caire, puis Casablanca           |                                     |
| 60                                  | 2024                                | Al Ahly SC (12)                     | 0-0, puis 1-0                       | ES Tunis                            | Tunis, puis Le Caire                |                                     |
| 61                                  | 2025                                | Pyramids FC                         | 1-1, puis 2-1                       | Mamelodi Sundowns                   | Pretoria, puis Le Caire             |                                     |

### Palmarès par club
| Rang | Club                   | Victoires                                                                   | Finales perdues                  |
| ---- | ---------------------- | --------------------------------------------------------------------------- | -------------------------------- |
| 1    | Al Ahly SC             | 12 (1982, 1987, 2001, 2005, 2006, 2008, 2012, 2013, 2020, 2021, 2023, 2024) | 5 (1983, 2007, 2017, 2018, 2022) |
| 2    | Zamalek SC             | 5 (1984, 1986, 1993, 1996, 2002)                                            | 3 (1994, 2016, 2020)             |
| 3    | TP Mazembe             | 5 (1967, 1968, 2009, 2010, 2015)                                            | 2 (1969, 1970)                   |
| 4    | ES Tunis               | 4 (1994, 2011, 2018, 2019)                                                  | 5 (1999, 2000, 2010, 2012, 2024) |
| 5    | Wydad AC               | 3 (1992, 2017, 2022)                                                        | 3 (2011, 2019, 2023)             |
| 6    | Hafia FC               | 3 (1972, 1975, 1977)                                                        | 2 (1976, 1978)                   |
| 7    | Raja CA                | 3 (1989, 1997, 1999)                                                        | 1 (2002)                         |
| 8    | Canon Yaoundé          | 3 (1971, 1978, 1980)                                                        | 0                                |
| 9    | Asante Kotoko FC       | 2 (1970, 1983)                                                              | 5 (1967, 1971, 1973, 1982, 1993) |
| 10   | JS Kabylie             | 2 (1981, 1990)                                                              | 0                                |
| 10   | ES Sétif               | 2 (1988, 2014)                                                              | 0                                |
| 10   | Enyimba FC             | 2 (2003, 2004)                                                              | 0                                |
| 13   | ES Sahel               | 1 (2007)                                                                    | 2 (2004, 2005)                   |
| 13   | Hearts of Oak          | 1 (2000)                                                                    | 2 (1977, 1979)                   |
| 13   | Mamelodi Sundowns      | 1 (2016)                                                                    | 2 (2001, 2025)                   |
| 13   | AS Vita Club           | 1 (1973)                                                                    | 2 (1981, 2014)                   |
| 17   | ASEC Mimosas           | 1 (1998)                                                                    | 1 (1995)                         |
| 17   | Orlando Pirates FC     | 1 (1995)                                                                    | 1 (2013)                         |
| 17   | Ismaily SC             | 1 (1969)                                                                    | 1 (2003)                         |
| 20   | Club africain          | 1 (1991)                                                                    | 0                                |
| 20   | AS FAR                 | 1 (1985)                                                                    | 0                                |
| 20   | Union Douala           | 1 (1979)                                                                    | 0                                |
| 20   | MC Alger               | 1 (1976)                                                                    | 0                                |
| 20   | CARA Brazzaville       | 1 (1974)                                                                    | 0                                |
| 20   | Stade d'Abidjan        | 1 (1966)                                                                    | 0                                |
| 20   | Oryx Douala            | 1 (1965)                                                                    | 0                                |
| 20   | Pyramids FC            | 1 (2025)                                                                    | 0                                |
| 28   | Heartland FC           | 0                                                                           | 2 (1988, 2009)                   |
| 28   | Shooting Stars         | 0                                                                           | 2 (1984, 1996)                   |
| 28   | Al Hilal Omdurman      | 0                                                                           | 2 (1987, 1992)                   |
| 28   | AS Dragons             | 0                                                                           | 2 (1980, 1985)                   |
| 32   | Kaizer Chiefs          | 0                                                                           | 1 (2021)                         |
| 32   | USM Alger              | 0                                                                           | 1 (2015)                         |
| 32   | Coton Sport            | 0                                                                           | 1 (2008)                         |
| 32   | CS sfaxien             | 0                                                                           | 1 (2006)                         |
| 32   | Dynamos FC             | 0                                                                           | 1 (1998)                         |
| 32   | Ashanti Gold SC        | 0                                                                           | 1 (1997)                         |
| 32   | Villa SC               | 0                                                                           | 1 (1991)                         |
| 32   | Nkana Red Devils       | 0                                                                           | 1 (1990)                         |
| 32   | MC Oran                | 0                                                                           | 1 (1989)                         |
| 32   | Africa Sports          | 0                                                                           | 1 (1986)                         |
| 32   | Enugu Rangers          | 0                                                                           | 1 (1975)                         |
| 32   | Ghazl El Mahallah      | 0                                                                           | 1 (1974)                         |
| 32   | Simba FC               | 0                                                                           | 1 (1972)                         |
| 32   | Étoile Filante de Lomé | 0                                                                           | 1 (1968)                         |
| 32   | AS Real Bamako         | 0                                                                           | 1 (1966)                         |
| 32   | Stade malien           | 0                                                                           | 1 (1965)                         |

### Palmarès par nation
| Rang | Pays           | Victoires | Finales perdues | Clubs vainqueurs                                                 |
| ---- | -------------- | --------- | --------------- | ---------------------------------------------------------------- |
| 1    | Égypte         | 19        | 10              | Al Ahly SC (12), Zamalek SC (5), Ismaily SC (1), Pyramids FC (1) |
| 2    | Maroc          | 7         | 4               | Wydad AC (3), Raja CA (3), AS FAR (1)                            |
| 3    | Tunisie        | 6         | 8               | ES Tunis (4), ES Sahel (1), Club africain (1)                    |
| 4    | RD Congo       | 6         | 6               | TP Mazembe (5), AS Vita Club (1)                                 |
| 5    | Algérie        | 5         | 2               | JS Kabylie (2), ES Sétif (2), MC Alger (1)                       |
| 6    | Cameroun       | 5         | 1               | Canon Yaoundé (3), Union (1), Oryx (1)                           |
| 7    | Ghana          | 3         | 8               | Asante Kotoko (2), Hearts of Oak (1)                             |
| 8    | Guinée         | 3         | 2               | Hafia FC (3)                                                     |
| 9    | Nigeria        | 2         | 5               | Enyimba FC (2)                                                   |
| 10   | Afrique du Sud | 2         | 4               | Orlando Pirates (1), Mamelodi Sundowns (1)                       |
| 11   | Côte d'Ivoire  | 2         | 2               | ASEC Mimosas (1), Stade d'Abidjan (1)                            |
| 12   | Congo          | 1         | 0               | CARA Brazzaville (1)                                             |
| 13   | Soudan         | 0         | 2               |                                                                  |
| 13   | Mali           | 0         | 2               |                                                                  |
| 13   | Ouganda        | 0         | 2               |                                                                  |
| 16   | Togo           | 0         | 1               |                                                                  |
| 16   | Zambie         | 0         | 1               |                                                                  |
| 16   | Zimbabwe       | 0         | 1               |                                                                  |

### Palmarès par région
| Régions                    | Clubs | Titres |
| -------------------------- | --- | ------ |
| UNAF (Afrique du Nord)     | Al Ahly (12), Zamalek (5), Espérance de Tunis (4), Raja CA (3), Wydad AC (3), ES Sétif (2), JS Kabylie (2), Étoile du Sahel (1), Ismaily (1), MC Alger (1), FAR Rabat (1), Club Africain (1), Pyramids FC (1) | 37     |
| UNIFFAC (Afrique centrale) | TP Mazembe (5), Canon Yaoundé (3), CARA Brazzaville (1), Oryx Douala (1), Union Douala (1), Vita Club (1) | 12     |
| WAFU (Afrique de l'Ouest)  | Hafia (3), Asante Kotoko (2), Enyimba (2), ASEC Mimosas (1), Hearts of Oak (1), Stade d'Abidjan (1) | 10     |
| COSAFA (Afrique australe)  | Orlando Pirates (1), Mamelodi Sundowns (1) | 2      |
| CECAFA (Afrique de l'Est)  | | 0      |

## Statistiques
- Plus grand nombre de titres gagnés par un club : 12 fois 
  -  Al Ahly SC (1982, 1987, 2001, 2005, 2006, 2008, 2012, 2013, 2020, 2021, 2023 et 2024)

- Plus grand nombre de finales perdus par un club : 5 fois
  -  Al Ahly SC (1983, 2007, 2017, 2018, 2022)
  -  ES Tunis (1999, 2000, 2010, 2012, 2024)
  -  Asante Kotoko FC (1967, 1971, 1973, 1982, 1993)

- Club avec le plus d'apparitions : 26 fois
  -  Al Ahly SC

- Club avec le plus d'apparitions en phase de groupes : 20 fois
  -  Al Ahly SC
  -  ES Tunis

- Club avec le plus d'apparitions consécutives en demi-finale : 6 fois
  -  Al Ahly SC (de 2020 à 2025)

- Club avec le plus de matches gagnés à l'extérieur en une saison : 4 matches
  -  CS sfaxien (2006)
  -  Al Ahly SC (2021)
  -  Wydad AC (2022)

- Plus grand nombre de buts marqués par un club en une saison: 37 buts
  -  Mamelodi Sundowns FC (2023)

- Plus grand nombre de buts marqués par un club en phase de groupes en une saison : 17
  -  Raja CA (2023)

- Plus grand nombre de titres d'affilée gagnés par un club : 2 titres consécutifs 4 fois
  -  Al Ahly SC (2005 et 2006 ; 2012 et 2013 ; 2020 et 2021 ; 2023 et 2024)

- Joueur le plus victorieux : 6 titres
  -  Wael Gomaa (2001, 2005, 2006, 2008, 2012 et 2013)
  -  Hossam Ashour (2005, 2006, 2008, 2012, 2013 et 2020)
  -  Rami Rabia (2012, 2013, 2020, 2021, 2023 et 2024)

- Meilleur buteur :  
  -  Trésor Mputu (39 buts)

- Joueur le plus capé :
  -  Hossam Ashour (132 matches)

- Plus large victoire :
  -  Mamelodi Sundowns vs  Côte d'Or 11 - 1

### Meilleurs buteurs par édition
| Année                               | Joueur                                                                                 | Club                                             | Buts                                |
| Coupe des clubs champions africains | Coupe des clubs champions africains                                                    | Coupe des clubs champions africains              | Coupe des clubs champions africains |
| ----------------------------------- | -------------------------------------------------------------------------------------- | ------------------------------------------------ | ----------------------------------- |
| 1965                                | Salif Keïta                                                                            | Stade Malien                                     | 3                                   |
| 1966                                | Salif Keïta                                                                            | Stade Malien                                     | 14                                  |
| 1967                                | Mahmoud Badawi Ahmed El-Qazzaz Osei Kofi Pierre Kalala Leonard Saidi Kamunda Tshinabu  | Al Olympi Asante Kotoko TP Englebert             | 2                                   |
| 1968                                | Pierre Kalala                                                                          | TP Englebert                                     | 7                                   |
| 1969                                | Ali Abo Greisha                                                                        | Ismaily                                          | 7                                   |
| 1970                                | Pierre Kalala                                                                          | TP Englebert                                     | 4                                   |
| 1971                                | Cecil Jones Attuquayefio                                                               | Great Olympics                                   | 6                                   |
| 1972                                | Godfrey Chitalu                                                                        | Kabwe Warriors                                   | 13                                  |
| 1973                                | Chérif Souleymane                                                                      | Hafia FC                                         | 5                                   |
| 1974                                | Paul Moukila                                                                           | CARA Brazzaville                                 | 10                                  |
| 1975                                | N’Jo Léa                                                                               | Hafia FC                                         | 4                                   |
| 1976                                | Abdesslem Bousri                                                                       | MC Alger                                         | 5                                   |
| 1977                                | Mahmoud El Khatib                                                                      | Al Ahly SC                                       | 4                                   |
| 1978                                | Seydouba Bangoura Mayanga Maku                                                         | Hafia FC AS Vita Club                            | 2                                   |
| 1979                                | Ally Thuwen                                                                            | Simba SC                                         | 3                                   |
| 1980                                | Jean Manga Onguéné                                                                     | Canon Yaoundé                                    | 9                                   |
| 1981                                | Mahmoud El Khatib                                                                      | Al Ahly SC                                       | 6                                   |
| 1982                                | Mahmoud El Khatib                                                                      | Al Ahly SC                                       | 6                                   |
| 1983                                | Mahmoud El Khatib                                                                      | Al Ahly SC                                       | 6                                   |
| 1984                                | Felix Owolabi                                                                          | Shooting Stars                                   | 5                                   |
| 1985                                | Mokhtar Chibani Saâd Dahane Abdellah Haidamou Abderrazak Khairi                        | GCR Mascara FAR Rabat                            | 4                                   |
| 1986                                | Gamal Abdel Hamid                                                                      | Zamalek                                          | 7                                   |
| 1987                                | Mahmoud El Khatib                                                                      | Al Ahly SC                                       | 5                                   |
| 1988                                | Abdeslam Laghrissi                                                                     | FAR Rabat                                        | 7                                   |
| 1989                                | Mourad Meziane                                                                         | MC Oran                                          | 5                                   |
| 1990                                | Nacer Bouiche                                                                          | JS Kabylie                                       | 7                                   |
| 1991                                | Faouzi Rouissi Adel Sellimi                                                            | Club africain                                    | 6                                   |
| 1992                                | Kenneth Malitoli                                                                       | Nkana Red Devils                                 | 6                                   |
| 1993                                | Ayman Mansour                                                                          | Zamalek                                          | 5                                   |
| 1994                                | Anthony Nwaigwe                                                                        | Iwuanyanwu Nationale                             | 7                                   |
| 1995                                | Deblah Kofi Sékou Bamba                                                                | Obuasi Goldfields ASEC Mimosas                   | 4                                   |
| 1996                                | Ahmed El-Kass Ayman Mansour Tarek Mostafa Mohamed Sabry Julien Ndagano Skander Souayah | Zamalek SC APR FC CS Sfaxien                     | 2                                   |
| Ligue des champions de la CAF       |                                                                                        |                                                  |                                     |
| 1997                                | Kossi Noutsoudje Tarek Hadj Adlane                                                     | Obuasi Goldfields USM Alger                      | 7                                   |
| 1998                                | Aseged Tesfaye Reda Ereyahi                                                            | Ethiopian Coffee SC Raja CA                      | 6                                   |
| 1999                                | Hossam Hassan                                                                          | Al Ahly SC                                       | 6                                   |
| 2000                                | Emmanuel Osei Kuffour                                                                  | Hearts of Oak                                    | 10                                  |
| 2001                                | Kapela Mbiyavanga                                                                      | Petro Atlético                                   | 9                                   |
| 2002                                | Ahmed Belal Antonin Koutouan Hicham Aboucherouane                                      | Al Ahly SC ASEC Mimosas Raja CA                  | 7                                   |
| 2003                                | Dramane Traoré                                                                         | Ismaily SC                                       | 8                                   |
| 2004                                | Mamadou Diallo                                                                         | USM Alger                                        | 10                                  |
| 2005                                | Mohamed Barakat Joetex Frimpong                                                        | Al Ahly SC Enyimba FC                            | 7                                   |
| 2006                                | Mohamed Aboutrika                                                                      | Al Ahly SC                                       | 8                                   |
| 2007                                | Trésor Mputu                                                                           | TP Mazembe                                       | 9                                   |
| 2008                                | Stephen Worgu                                                                          | Enyimba FC                                       | 13                                  |
| 2009                                | Dioko Kaluyituka                                                                       | TP Mazembe                                       | 8                                   |
| 2010                                | Michael Eneramo                                                                        | ES Tunis                                         | 8                                   |
| 2011                                | Edward Sadomba                                                                         | Al-Hilal                                         | 7                                   |
| 2012                                | Emmanuel Clottey                                                                       | Berekum Chelsea                                  | 12                                  |
| 2013                                | Alexis Yougouda Kada                                                                   | Coton Sport                                      | 7                                   |
| 2014                                | El Hedi Belameiri Firmin Ndomble Muble Haythem Jouini Mrisho Ngasa                     | ES Sétif AS Vita Club ES Tunis Young Africans FC | 6                                   |
| 2015                                | Mbwana Samatta                                                                         | TP Mazembe                                       | 8                                   |
| 2016                                | Mfon Udoh                                                                              | Enyimba FC                                       | 9                                   |
| 2017                                | Taha Yassine Khenissi Saladin Said                                                     | ES Tunis Saint George                            | 7                                   |
| 2018                                | Anice Badri                                                                            | ES Tunis                                         | 8                                   |
| 2019                                | Moataz Al-Mehdi                                                                        | Al Nasr Benghazi                                 | 7                                   |
| 2020                                | Jackson Muleka                                                                         | TP Mazembe                                       | 7                                   |
| 2021                                | Mohamed Sherif                                                                         | Al Ahly SC                                       | 6                                   |
| 2022                                | Tiago Azulão                                                                           | Atlético Petróleos de Luanda                     | 6                                   |
| 2023                                | Peter Shalulile Mahmoud Kahraba                                                        | Mamelodi Sundowns Al Ahly SC                     | 6                                   |
| 2024                                | Sankara Wiliam Karamoko                                                                | ASEC Mimosas                                     | 4                                   |
| 2025                                | Fiston Mayele                                                                          | Pyramids FC                                      | 9                                   |

### Top 10 des joueurs les plus capés
| Rang | Joueurs           | Clubs                          | Matches |
| ---- | ----------------- | ------------------------------ | ------- |
| 1    | Hossam Ashour     | Al Ahly                        | 132     |
| 2    | Moez Ben Cherifia | ES Tunis                       | 111     |
| 3    | Amr El Solia      | Ismaily SC Al Ahly             | 103     |
| 4    | Ahmed Fathi       | Ismaily SC Al Ahly Pyramids FC | 103     |
| 5    | Wael Gomaa        | Al Ahly                        | 100     |
| 6    | Ali Maâloul       | CS Sfax Al Ahly                | 97      |
| 7    | Khalil Chemmam    | ES Tunis                       | 89      |
| 8    | Mohamed Aboutrika | Al Ahly                        | 88      |
| 9    | Mohamed Hany      | Al Ahly                        | 87      |
| 10   | Shady Mohamed     | Al Ahly Ismaily SC             | 85      |

### Top 10 des meilleurs buteurs
| Rang | Joueurs           | Clubs                             | Buts |
| ---- | ----------------- | --------------------------------- | ---- |
| 1    | Trésor Mputu      | TP Mazembe Kabuscorp              | 39   |
| 2    | Mohamed Aboutrika | Al Ahly                           | 31   |
| 3    | Flávio Amado      | Al Ahly                           | 30   |
| 4    | Mahmoud El Khatib | Al Ahly                           | 28   |
| 5    | Emad Moteab       | Al Ahly                           | 24   |
| 6    | Ali Zitouni       | Espérance de Tunis                | 23   |
| 6    | Edward Sadomba    | Dynamos Al Hilal Al Ahly Benghazi | 23   |
| 8    | Mbwana Samatta    | TP Mazembe Simba SC               | 21   |
| 8    | Clatous Chama     | Simba SC RS Berkane               | 21   |
| 10   | Mouhcine Iajour   | Moghreb Tétouan Wydad AC Raja CA  | 20   |
| 10   | Dioko Kaluyituka  | TP Mazembe                        | 20   |